# Паметници на културата в област Благоевград
Това е списък на паметниците на културата с национално значение в област Благоевград:
| №  | Населено място | Наименование на НКЦ | Административни данни                                         | Кв.                                         | п-л / пл.№               | Вид                                                                        | Документ за предоставяне на статут                                                                                                 |
| -- | -------------- | --- | ------------------------------------------------------------- | ------------------------------------------- | ------------------------ | -------------------------------------------------------------------------- | --- |
| 1  | Банско         | Църква „Света Троица“ | пл. „Възраждане“ № 2                                          | 26                                          | 1108                     | Народна старина                                                            | ДВ бр. 33 от 1934 г. |
| 1  | Банско         | Църква „Света Троица“, с оградата и камбанарията | пл. „Възраждане“ № 2                                          | 26                                          | 1108                     | Народна старина                                                            | ДВ бр. 154 от 1940 г. |
| 1  | Банско         | Култов ансамбъл „Света Троица“: църква „Света Троица“ (национално), кула-камбанария (национално), ограден каменен зид (ансамблово) | пл. „Възраждане“ № 2                                          | 26                                          | 1108                     | Архитектурно-строителен                                                    | ДВ бр. 87 от 1967 г. |
| 1  | Банско         | Църква „Света Троица“ | пл. „Възраждане“ № 2                                          | 26                                          | 1108                     | Художествен                                                                | Протокол на Националния съвет за опазване на паметниците на културата (НСОПК) от 12 май 2008 г. (писмо № 137 от 19 януари 2009 г.) |
| 2  | Банско         | Църква „Света Богородица“ |                                                               | 200                                         | 90                       | Народна старина                                                            | ДВ бр. 33 от 1934 г. |
| 2  | Банско         | Църква „Успение Богородично“ | Народна старина                                               | 200                                         | 90                       | ДВ бр. 154 от 1940 г.                                                      | |
| 2  | Банско         | Църква „Успение Богородично“ | Архитектурно-строителен                                       | 200                                         | 90                       | ДВ бр. 87 от 1967 г.                                                       | |
| 2  | Банско         | Църква „Успение Богородично“ | Художествен                                                   | 200                                         | 90                       | Протокол на НСОПК от 12 май 2008 г. (писмо № 137 от 19 януари 2009 г.)     | |
| 3  | Банско         | Къща на Неофит Рилски | ул. „Пирин“ № 17                                              | 27                                          |                          | Народна старина                                                            | ДВ бр. 69 от 1927 г. |
| 3  | Банско         | Къща на Неофит Рилски | ул. „Пирин“ № 17                                              | 27                                          | Исторически              | ДВ бр. 18 от 1973 г.                                                       | |
| 3  | Банско         | Битов комплекс: - къщата на Неофит Рилски (национално); - плевня (ансамблово); - порта с ограден зид (ансамблово) | ул. „Пирин“ № 17                                              | 27                                          | Архитектурно-строителен  | ДВ бр. 87 от 1967 г.                                                       | |
| 4  | Банско         | Родната къща на Никола Вапцаров | пл. „Никола Вапцаров“                                         | 67                                          | 1212                     | Исторически                                                                | ДВ бр. 18 от 1973 г. |
| 5  | Банско         | Веляновата къща | ул. „Велян Огнев“ № 5                                         | 61                                          | 1162                     | Архитектурно-строителен (местно)                                           | ДВ бр. 87 от 1967 г. |
| 5  | Банско         | Декоративната украса на Веляновата къща | ул. „Велян Огнев“ № 5                                         | 61                                          | 1162                     | художествен (национално)                                                   | ДВ бр. 59 от 1973 г. |
| 6  | Белица         | Лобно място на Симеон Кавракиров, местност Семково в Рила |                                                               |                                             |                          | Исторически                                                                | ДВ бр. 18 от 1973 г. |
| 7  | Благоевград    | Къща на Никола Калъпчиев | Ул. „Славянска“ № 28                                          | 13                                          | Х-1849                   | Исторически                                                                | ДВ бр. 18 от 1973 г. |
| 8  | Благоевград    | Църква „Въведение Богородично“ |                                                               | 145                                         |                          | Архитектурно-художествен                                                   | протокол от 22 декември 1997 г. на НСОПК                                                                                           |
| 9  | Гега           | Родна къща на Антон Попов |                                                               |                                             |                          | Исторически                                                                | ДВ бр. 18 от 1973 г. |
| 10 | Гоце Делчев    | Лобно място на Яне Сандански, местност Папазчаир, 25 km западно от град Гоце Делчев |                                                               |                                             |                          | Исторически                                                                | ДВ бр. 18 от 1973 г. |
| 11 | Добринище      | Лобно място на Иван Козарев, 2 km южно |                                                               |                                             |                          | Исторически                                                                | ДВ бр. 18 от 1973 г. |
| 12 | Добърско       | Църква „Св. св. Тодор Тирон и Тодор Стратилат“ – иконостас |                                                               |                                             |                          | Художествен                                                                | ДВ бр. 52 от 1977 г. |
| 13 | Долно Драглище | Църква „Свети Димитър“ |                                                               |                                             |                          | Архитектурно-художествен                                                   | ДВ бр. 76 от 1978 г. |
| 14 | Дъбница        | Останки от крепост в местността Свети Архангел, 1,5 km северно |                                                               |                                             |                          | Архитектурно-строителен от античността и средновековието                   | ДВ бр. 32 от 1965 г. |
| 15 | Заграде        | Античен град Никополис ад Нестум до селото |                                                               |                                             |                          | Архитектурно-строителен от античността и средновековието                   | ДВ бр. 32 от 1965 г. |
| 16 | Ключ           | Самуиловата крепост, 17 km |                                                               |                                             |                          | Архитектурно-строителен от античността и средновековието                   | ДВ бр. 32 от 1965 г. |
| 17 | Копривлен      | Тракийско селище в местността Козлука |                                                               |                                             |                          | Археологически                                                             | протокол № 6 от 15 ноември 1999 г. на НСОПК                                                                                        |
| 18 | Лешко          | Църква „Свети Архангел Михаил“ |                                                               |                                             |                          | Художествен                                                                | ДВ бр. 54 от 1973 г. |
| 19 | Логодаж        | Църква „Свети Архангел Михаил“ |                                                               |                                             |                          | Художествен                                                                | ДВ бр. 54 от 1973 г. |
| 20 | Мелник         | Болярска къща в източната част на града, местността Тумбата |                                                               |                                             |                          | Архитектурно-строителен от античността и средновековието                   | ДВ бр. 32 от 1965 г. |
| 21 | Мелник         | Велева къща |                                                               | 11                                          | VІІІ – 120               | Архитектурно-строителен                                                    | ДВ бр. 25 от 1998 г. |
| 22 | Мелник         | Менчева къща |                                                               | 11                                          | VІ-121, 122              | Архитектурно-строителен                                                    | ДВ бр. 25 от 1998 г. |
| 23 | Мелник         | Кордопулова къща |                                                               | 11                                          | І-128                    | Архитектурно-строителен, художествен и исторически                         | ДВ бр. 25 от 1998 г. |
| 24 | Мелник         | Пашова къща |                                                               | 14                                          | 77                       | Архитектурно-художествен                                                   | ДВ бр. 25 от 1998 г. |
| 25 | Мелник         | Крепост Деспот Слав – 0,3 km южно, местност Свети Никола |                                                               |                                             |                          | Архитектурно-строителен от античността и средновековието (местно значение) | ДВ бр. 32 от 1965 г. |
| 25 | Мелник         | Комплекс „Деспот Славова крепост“ | Групов археологически (национално значение)                   | протокол № 11 от 29 юни 1998 г. на НСОПК    |                          |                                                                            | |
| 26 | Мелник         | Попстефанова къща |                                                               | 14                                          | Х-180                    | Архитектурно-строителен                                                    | протокол № 14 от 9 ноември 1998 г. на НСОПК                                                                                        |
| 27 | Мелник         | Спандониева къща |                                                               | 12                                          | І-92                     | Архитектурно-строителен                                                    | протокол № 14 от 9 ноември 1998 г. на НСОПК                                                                                        |
| 28 | Мелник         | Кушкова къща |                                                               | 9                                           | ІV-147, 148              | Археологически и архитектурно-строителен                                   | протокол № 14 от 9 ноември 1998 г. на НСОПК                                                                                        |
| 29 | Мелник         | Къща на Ташо Шарланджия |                                                               | 9                                           | ІV-103                   | Археологически и архитектурно-строителен                                   | протокол № 14 от 9 ноември 1998 г. на НСОПК                                                                                        |
| 30 | Мелник         | Къща на Баба Ташкуба |                                                               | 2                                           | І-125                    | Архитектурно-строителен                                                    | протокол № 14 от 9 ноември 1998 г. на НСОПК                                                                                        |
| 31 | Мелник         | Църква „Свети Яни“ |                                                               | 1                                           | ІV-26                    | Архитектурно-строителен и художествен                                      | протокол № 14 от 9 ноември 1998 г. на НСОПК                                                                                        |
| 32 | Мелник         | Църква „Свети Николай Чудотворец“ |                                                               | 9                                           | 162                      | Архитектурно-строителен и художествен                                      | протокол № 14 от 9 ноември 1998 г. на НСОПК                                                                                        |
| 33 | Мелник         | Църква „Св. св. Петър и Павел“ |                                                               | 8                                           | 173                      | Архитектурно-строителен и художествен                                      | протокол № 14 от 9 ноември 1998 г. на НСОПК                                                                                        |
| 34 | Мелник         | Църква „Свети Антоний“ |                                                               |                                             |                          | Художествен                                                                | ДВ бр. 52 от 1977 г. |
| 34 | Мелник         | Църква „Свети Антоний“ | Архитектурно-строителен                                       | протокол № 14 от 9 ноември 1998 г. на НСОПК |                          |                                                                            | |
| 35 | Мелник         | Конак |                                                               | кв. 13                                      | УПИ VІІІ ПИ 47754.501.83 | архитектурно-строителна и историческа НКЦ                                  | Заповед № РД-9Р-15/12 юни 2015 г., ДВ бр. 64 от 2015 г.                                                                            |
| 36 | Мулетарово     | Градище (античен град Петра), 2 km източно |                                                               |                                             |                          | Архитектурно-строителен от античността и средновековието                   | ДВ бр. 32 от 1965 г. |
| 36 | Мулетарово     | Античен град Хераклея Синтика с прилежащи некрополи, местността Кожух при Рупите | Археологическа групова                                        | Заповед № РД9Р-42/16 декември 2016 г. на МК |                          |                                                                            | |
| 37 | Плетена        | Крепост Плетена, 500 m западно |                                                               |                                             |                          | Архитектурно-строителен от античността и средновековието                   | ДВ бр. 32 от 1965 г. |
| 38 | Разлог         | Къща музей „Никола Парапунов“ |                                                               | 13                                          | V-702                    | Исторически Архитектурно-строителен (деклар.)                              | ДВ бр. 18 от 1973 г. |
| 39 | Рожен          | Костница към Роженския манастир |                                                               |                                             |                          | Художествен (стенописите)                                                  | ДВ бр. 59 от 1973 г. |
| 39 | Рожен          | Роженски манастир „Рождество Богородично“, включващ манастирските крила, храма и двора, както и иконите | архитектурен и художествен                                    | протокол № 6 от 16 юни 1989 г. на НСОПК     |                          |                                                                            | |
| 39 | Рожен          | Комплекс „Роженски манастир“, включващ единични паметници на културата: - Роженски манастир с църквата „Света Богородица“ – архитектурно-художествен (национално значение) - Костницата при манастира с църквата „Свети Йоан Кръстител“ – архитектурно-художествен (национално значение) - Църква „Св. св. Кирил и Методий“ – архитектурно-художествен (местно значение) - Гроб на Яне Сандански – исторически (национално значение) - Некропол – групов археологически (местно значение) - Тракийско, ранновизантийско и средновековно селище – археологически (местно значение) - Поклоннически път от Мелник до Роженски манастир – исторически и пейзажен (местно значение) - Старата чешма край пътя от село Рожен за Роженски манастир – архитектурно-строителен (местно значение) | групов архитектурно-художествен, исторически и археологически | протокол № 11 от 29 юни 1998 г. на НСОПК    |                          |                                                                            | |
| 40 | Сандански      | Ранновизантийска сграда с мозаечен под, под сградата на Младежкия дом |                                                               |                                             |                          | Архитектурно-строителен от античността и средновековието                   | ДВ бр. 32 от 1965 г. |
| 41 | Сандански      | Ранновизантийска сграда с мозаечен под, стенописи |                                                               | 54                                          | І, ІІ                    | Архитектурно-строителен от античността и средновековието                   | ДВ бр. 32 от 1965 г. |
| 42 | Сандански      | Ранновизантийска сграда с мозайка |                                                               | 56                                          | ІV                       | Архитектурно-строителен от античността и средновековието                   | ДВ бр. 32 от 1965 г. |
| 43 | Сандански      | Античен и късноантичен град |                                                               |                                             |                          | Археологически                                                             | ДВ бр. 63 от 1973 г. |
| 44 | Сугарево       | Гроб на Тодор Александров, до църквата „Свети Илия“ |                                                               |                                             |                          | Исторически                                                                | протокол №11 от 29 юни 1998 г. на НСОПК                                                                                            |
| 45 | Тешово         | Църква „Свети Димитър“ с взаимно училище |                                                               |                                             |                          | Архитектурно-художествен                                                   | ДВ бр. 76 от 1978 г. |
| 46 | Якоруда        | Късноантична и средновековна крепост Калята |                                                               |                                             |                          | археологически                                                             | Заповед № РД-2/13 март 2012 г. на МК (писмо № 08-00-196 от 19 март 2012 г. на МК) – статут и режими                                |